# Phellia allantoides
Phellia allantoides is een zeeanemonensoort uit de familie Sagartiidae.
Phellia allantoides is voor het eerst wetenschappelijk beschreven door Bourne in 1918.